# Кандід
«Кандід, або оптимізм» (фр. Candide, ou l'Optimisme) — найчастіше публікований твір Вольтера. Книгу написано, ймовірно, в 1758 і через рік вона з'явилася у пресі відразу в п'яти країнах під виглядом «перекладу з німецької». Вона тут же стала бестселером і була на багато років заборонена під приводом непристойності. Сам Вольтер вважав її бездарною і в деяких випадках навіть відмовлявся визнавати своє авторство[джерело?].
Твір являє філософський роман (conte philosophique) з фантастичною складовою та нальотом абсурдизму і цинізму, книга стилізована під крутійський роман (форма перегукується з «Правдивою історією» Лукіана). Герої твору — Кандід, його подруга Кунігунда і наставник Панглос — подорожують світом, зазнаючи різноманітних пригод, що приводить їх до міркувань про те, як можна здобути щастя в несправедливому й жорстокому світі.

## Зміст
У замку барона Тандер-тен-Тронка у Вестфалії проживає донька барона, леді Кунігунда; його племінник-бастард Кандід; вихователь Панглос, затятий оптиміст; покоївка Пакетт; та решта родини Барона. Кандіду подобається Кунігунда, та одного разу Кунігунда бачить любовні розваги Панглоса з Пакетт. Вона бажає того ж і спокушає Кандіда поцілувати її. За це Кандіда виганяють із замку, його схоплюють пруси та силоміць відправляють до війська.
Кандід зазнає різних утисків у війську і його ледве не страчують. Він змушений брати участь у великій битві між болгарами та аварами, тікає з армії та дістається до Голландії. Там йому допомагає Жак, анабаптист, який підбадьорює Кандіда. Невдовзі після цього Кандід знаходить Панглоса, що став жебраком, хворим на сифіліс. Панглос розповідає, що заразився цією хворобою від Пакетт, а його замок зруйнований болгарами, Кунігунду зґвалтували та вбили. Панглос видужує завдяки допомозі Жака, але втрачає око і вухо. Всі троє пливуть до Лісабона.
Біля Лісабона вони потрапляють у шторм. Панглос вважає, що Жаку судилося долею потонути і не стає його рятувати. Врешті Панглос, Кандід і ще один моряк виживають і досягають Лісабона, який щойно постраждав від землетрусу. Моряка іде розграбувати завали, а поранений Кандід намагається оптимістично сприймати становище. Наступного дня Панглоса схоплює інквізиція за «єретичні» слова, піддає тортурам і страчує, щоб задобрити Бога та запобігти наступній катастрофі. Кандіда також схоплюють і бичують, але йому вдається втекти під час наступного землетрусу. Його рятує стара жінка, яка приводить Кандіда до себе додому, де він бачить живу Кунігунду. Вона пояснює, що зуміла пережити наругу над нею і спробу вбити. Її продали в рабство інквізитору, щоб зробити повією. Кандід убиває двої її клієнтів, після чого тікає з Кунігундою та ще двома жінками до Америки.
Стара жінка, що врятувала Кандіда, повідомляє, що вона дочка папи Урбана Х і принцеси Палестрини, яку викрали пірати. Вона зазнала різних нещасть, коли опинилася під час громадянських війн у Марокко, мусила пожертвувати частину своєї плоті, щоб прогодувати яничарів під час захоплення Росією Азова. Пройшовши всю Російську імперію, вона зрештою стала слугою работорговця, дона Ісахара, та зустріла Кунігунду.
Трійця прибуває до Буенос-Айреса, де троє вельмож хочуть одружитися з Кунігундою. Тим часом утікачів переслідує за вбивство великого інквізитора іспанський суддя. Покинувши жінок, Кандід тікає до Парагваю зі своїм слугою Какамбо. На кордоні вони зустрічають брата Кунігунди, що дивом вижив і приєднався до ордена єзуїтів. Але він розлючується, дізнавшись про кохання Кандіда до Кунігунди, між ними відбувається дуель, у якій Кандід убиває суперника. Далі він і Какамбо тікають і стикаються з двома оголеними жінками, яких переслідує і кусає пара мавп. Кандід, прагнучи захистити жінок, убиває мавп, але Какамбо повідомляє, що мавпи та жінки, ймовірно, були коханцями. Какамбо і Кандід потрапляють у полон до аборигенів-людоїдів, які ненавидять єзуїтів. Однак Какамбо переконує їх, що Кандід убив єзуїта, тому й має єзуїтську мантію. Їх відпускають, обоє мандрують серед дикої природи.
Кандід і Какамбо дістаються до країни Ельдорадо, де коштовне каміння таке ж поширене, як і звичайне, немає священиків, а король має гарне почуття гумору. Кандід і Какамбо лишаються в Ельдорадо на місяць, але Кандід сумує за Кунігундою та просить короля відпустити його. Король вважає це нерозумним, але погоджується. Разом зі слугою він продовжує подорож у супроводі каравану, що везе коштовності, проте, поступово втрачає їх із різних причин.
Зрештою Кандід і Какамбо досягають Суринаму, де Какамбо повертається до Буенос-Айреса, а Кандід готується до подорожі в Європу, куди Какамбо пообіцяв відвезти Кунігунду. На Кандіда покладають провину за втрату каравану й призначають йому великий штраф. Плануючи покинути Суринам, Кандід вислуховує розповіді кількох чоловіків про їхні поневіряння.
Його новий друг на ім'я Мартін маніхеєць, сперечається про влаштування світу. Мартін бачить його песимістично, тоді як Кандід лишається оптимістом. Вони пливуть у Бордо та Париж і прибувають до Англії. Вони стають свідками страти генерала за те, що він убив замало ворогів. Кандід вирішує якнайшвидше тікати і вони потрапляють до Венеції. Там Кандід і Мартін зустрічають Пакетт, покоївку, яка заразила Панглоса сифілісом. Тепер вона повія і проводить час із театинським ченцем, братом Жірофле. Обоє ненавидять своє становище і Кандід дає їм грошей.
Згодом Кандід і Мартін відвідують заможного венеціанця Пококуранте, в якого гостюють шестеро незнайомців. Припливає Какамбо й повідомляє Кандіду, що Кунеґонда в Константинополі. Незнайомці виявляються позбавленими влади монархами. Це: Ахмед III, Іван VI, Чарльз Едвард Стюарт, Август III, Станіслав Лещинський і Теодор Корсиканський. на шляху до Константинополя Какамбо розповідає, що Кунігунда стала потворною і прислуговує принцу-втікачу на ім'я Ракоці. Після прибуття до Босфору вони сідають на галеру, де серед веслярів опинилися Панглос і брат Кунігунди. Кандід викуповує їх із рабства, ті розповідають як їм вдалося вижити. Панглос лишився оптимістом, впевнений, що всі події на краще. Кандід викупляє Кунігунду й одружується з нею на зло її братові. Пакетт і брат Жірофле, марно розтративши подаровані Кандідом гроші, просять вибачення в нього і він оселяє їх на щойно купленій на останні кошти фермі.
Одного разу герої шукають дервіша, в якого Кандід запитує чому люди стільки страждають. Дервіш порівнює людей з мишами на кораблі короля; король не переймається їхнім існуванням. Повернувшись на свою ферму, Кандід, Панглос і Мартін зустрічають турка, що знаходить зі своїми синами радість у повсякденній праці. Герої роману вирішують робити так само й лишаються на фермі займатися господарством. Кандід завершує свої пригоди висновком: «нам треба працювати в нашім саду».

## Слава
За стилем, легким і енергійним, це найкраще з написаного Вольтером; стилю цієї книги відкрито наслідували Пушкін і Флобер. Авторський голос не звучить прямо, але його думки — всюди: вони вкладені в устах персонажів, як правило, другорядних. Незважаючи на несхвальне ставлення Вольтера до ідеї ілюстрування літературних творів, повість ілюстрували багато художників, зокрема Пауль Клеє, який називав «Кандид» своїм улюбленим твором. Леонард Бернстайн написав на сюжет «Кандида» популярну оперету. Термін «панглос» став прозивним позначенням завзятого оптиміста.

## Переклади українською
- Вольтер. Кандід або оптимізм. Переклад з французької: Валер'ян Підмогильний, вступна стаття та примітки: С. Родзевич; редактор: Микола Зеров. Київ: Слово, 1927. 128 стор.
  - (передрук) Вольтер. Кандід: філософські повісті. Переклад з французької: Валер'ян Підмогильний; Передмова та примітки: Я. І. Кравець; Київ: Інститут літератури імені Тараса Шевченка НАН України; Харків: Фоліо, 2011. 410 стор.
- Вольтер. Кандід; Вавилонська царівна: повісті. Переклад з французької: Микола Терещенко. Київ: Держвидав, 1955. 165 стор.